# 2022-es harkivi ellentámadás
A 2022-es harkivi ellentámadás az Ukrajna elleni orosz invázió egyik hadművelete volt. Az offenzívát a Ukrán Fegyveres Erők egységei hajtották végre szeptember 6-a és október 2-a között. A hadművelet során négy fontos összecsapásban nyertek az ukránok, a balaklijai, a sevcsenkovói, a kupjanszki és a második limani csatában. Ukrajna visszafoglalta a Harkivi terület korábban megszállás alatt álló területeinek nagy részét, mintegy 12 000 km²-t és a Donecki terület legészakabbi részét Liman városával. A 2022-es évben az ukránok két nagyszabású ellentámadást hajtottak végre, a másik a herszoni ellentámadás volt.

## Háttér

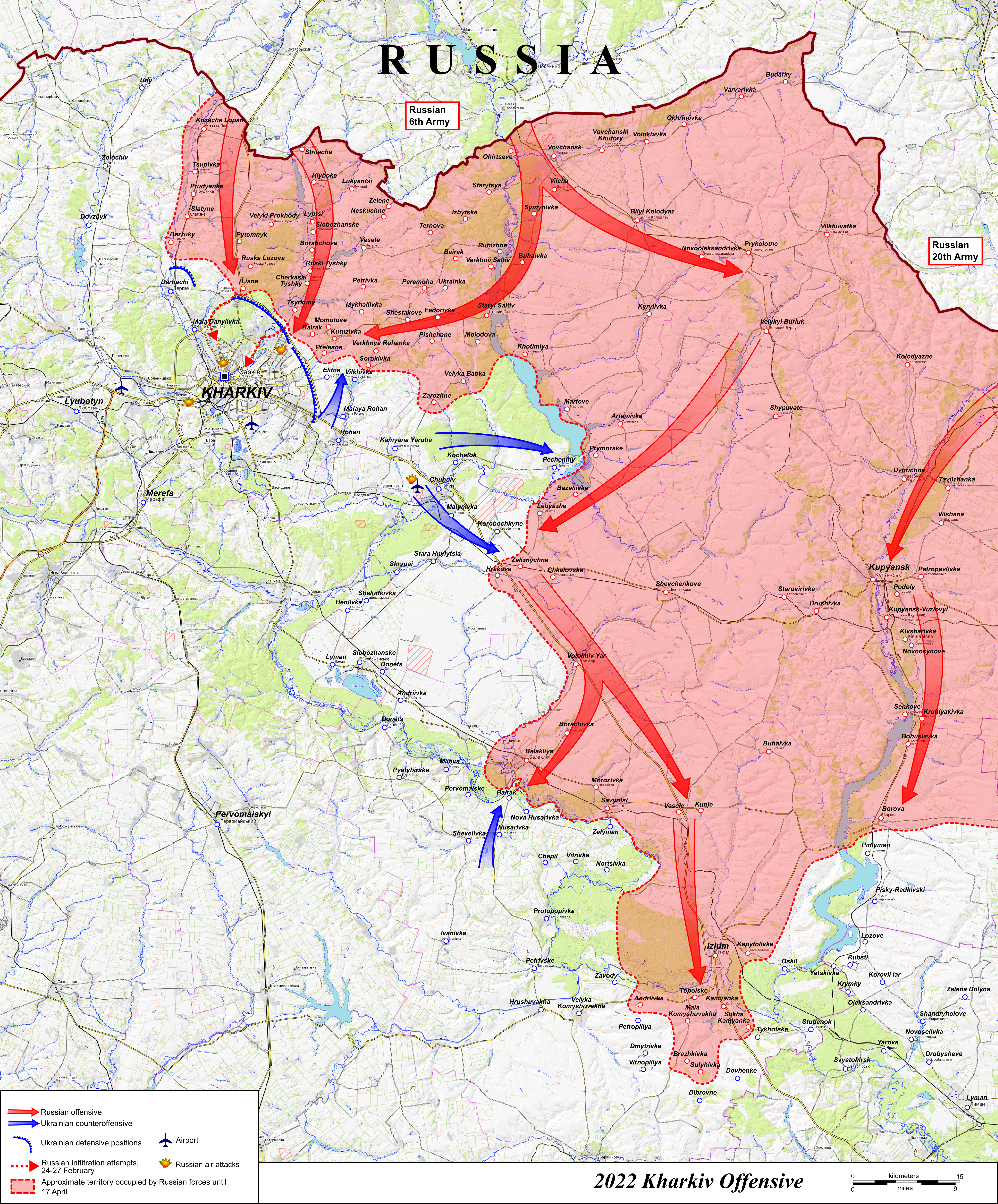
A korábbi orosz előrenyomulás a Harkivi területen

Az északkelet-ukrajnai offenzíva részeként Oroszország már a háború első napjaiban támadást indított a Harkivi terület ellen. A megyeszékhelyet, Harkivot nem tudták elfoglalni, de a terület keleti részén nagy területeket vontak az ellenőrzésük alá, köztük két fontos logisztikai központot, Kupjanszkba február 27-én, Izjumba március 24-én vonultak be. Utóbbi város jelentősége abban rejlett, hogy az orosz hadsereg innen igyekezett harapófogóba zárni a délebbre fekvő donbaszi városokat, Szlovjanszkot és Kramatorszkot. A frontvonalak végül megmerevedtek, a legtöbb szakaszon a Donyec-folyó választotta el egymástól a harcoló feleket.

## Parancsnokok

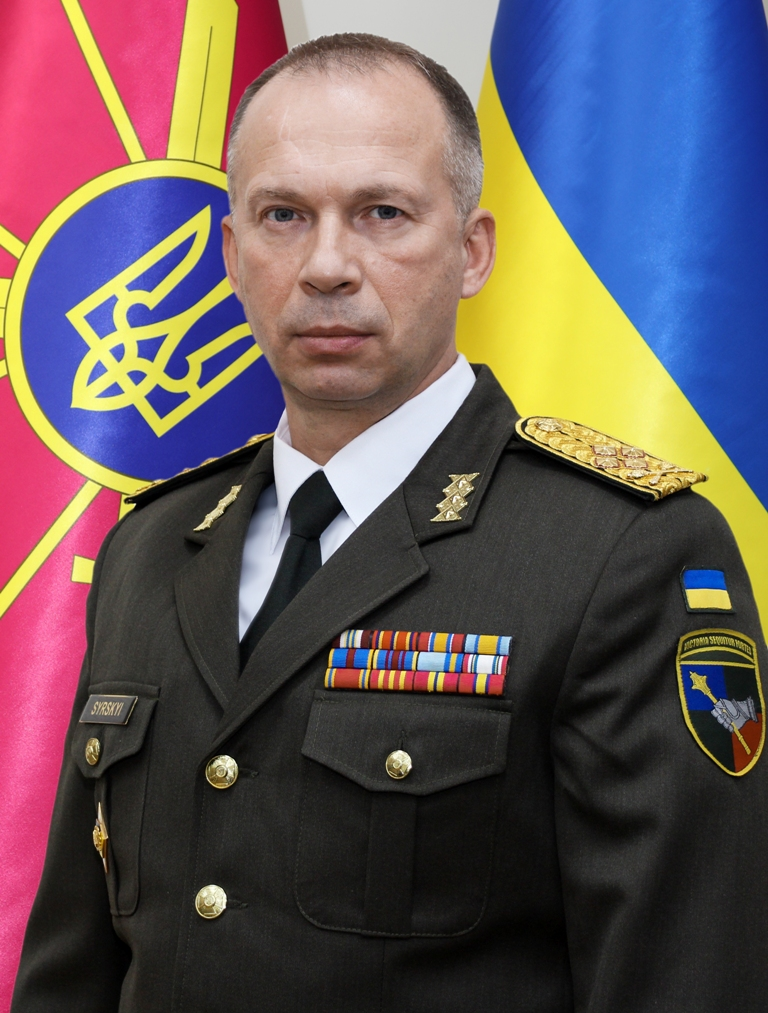
Olekszandr Szirszkij ukrán vezérezredes

Az ukrán csapatokat Olekszandr Szirszkij vezérezredes, az Ukrán szárazföldi erők főparancsnoka vezette, aki korábban a kijevi csata során szervezte meg a főváros védelmét. A jelentések szerint személyesen dolgozta ki a támadás stratégiáját is. Az orosz erőket eleinte Roman Berdnikov, a nyugati hadseregcsoport vezetője irányította, a kudarcok hatására azonban szerepét szeptember 11-től ideiglenesen a központi hadseregcsoport parancsnoka, Alekszandr Lapin vezérezredes vette át.

## A hadjárat menete

### Helyzet a fronton az ellentámadás kezdetekor
Miután nagy hírverést követően augusztus 29-én megindult délen az ukrán ellentámadás Herszon ellen, Oroszország több ezer katonát vezényelt át a térségbe, köztük az elit  1. páncélos gárdahadsereget. Emiatt a hónapok óta statikusan álló, mintegy 1300 km hosszúságú frontvonal Harkivban jelentősen meggyengült. Ezzel egyidőben megérkeztek a frontra az Egyesült Államok által szállított HIMARS rakétatüzérségi rendszerek is, amelyek képesek akár 70 km-es távolságban is megsemmisíteni lőszerraktárakat, megrongálni a hidakat. Ez a két tényező jelentősen csökkentette az orosz tüzérségi fölényt és lehetőséget biztosított egy ellentámadáshoz.

### Az orosz vonalak áttörése

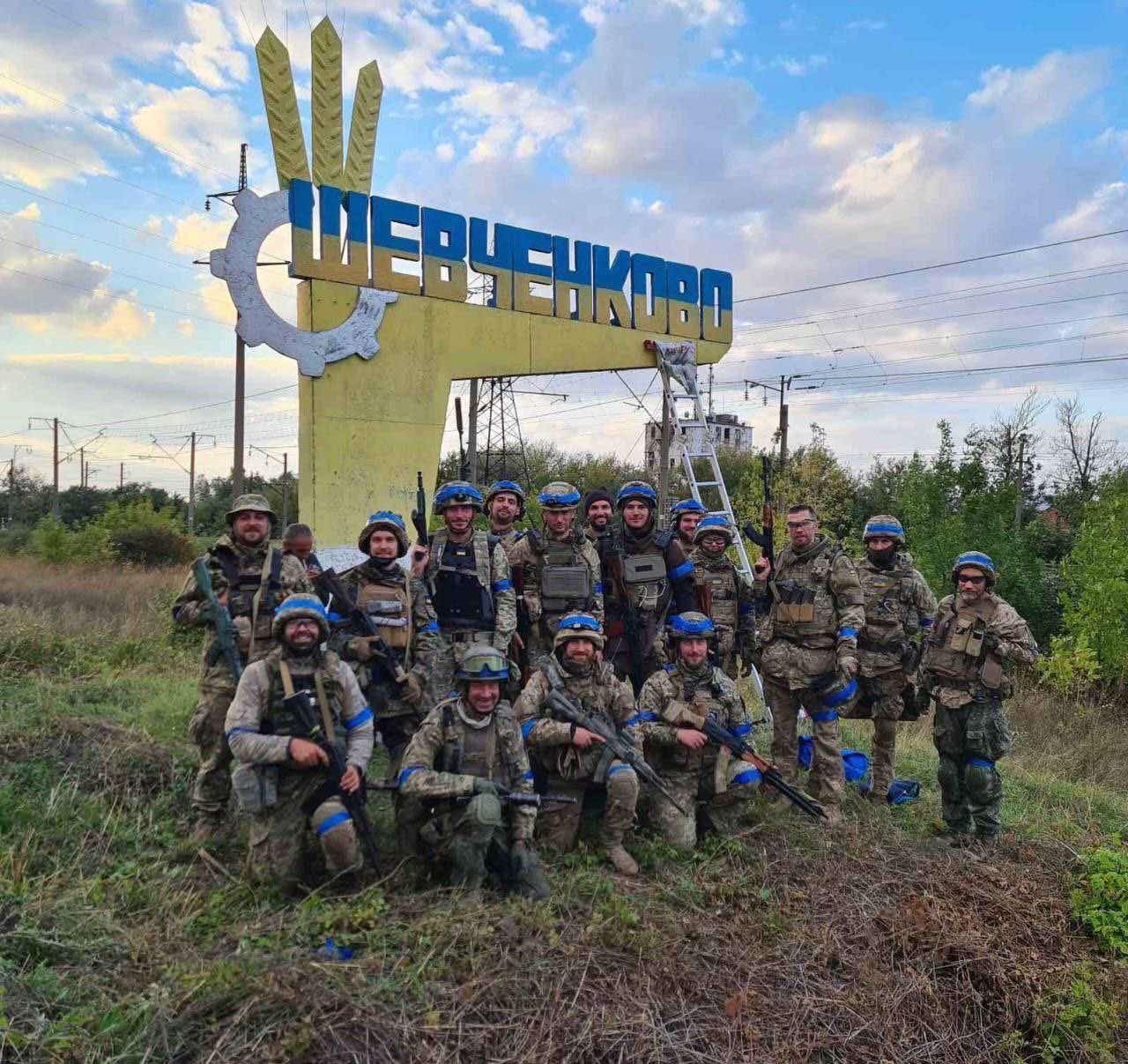
Ukrán területvédelmi erők Sevcsenkovo visszafoglalásakor

Szeptember 6-án kezdődött meg a támadás, amely a beszámolók szerint teljesen váratlanul érte az oroszokat. A 92. gépesített dandár a reggeli órákban elindult a Donyec keleti partján fekvő, hídfőállásként szolgáló Prisib nevű faluból, áttörte a Balaklija egyik külvárosában, Verbivkában állomásozó orosz védelmet és betört a békeidőben 26 000 lakosú város központjába. A balaklijai csata egész éjszaka zajlott, szeptember 7-én reggelre az ukránok átvették az irányítást a T2110 és a P78 jelzésű főutak csomópontja felett. Balaklija keleti részén csak 8-án ért véget a tűzharc. Hogy fenntartsák a támadás lendületét, az ukránok egyszerre nyomultak előre az országutak mentén kelet felé, Csuhujiv irányából a 113. ukrán területvédelmi dandár és Balaklija irányából a 92. gépesített dandár. A két egység az utak találkozásánál egyesült és a sevcsenkovói csatában ismét legyőzték az oroszokat szeptember 8-án. Tovább nyomultak a P07 jelzésű főúton egészen Kupjanszkig, amely fontos közúti és vasúti csomópontként az orosz csapatok logisztikai központjaként szolgált a térségben. A kupjanszki csata 8-án kezdődött el, 9-én rövid harc után elfoglalták az Oszkol folyó nyugati partján fekvő városközpontot. A város keleti parti részének elfoglalását szeptember 16-án fejezték be az ukrán egységek.

### Orosz visszavonulás

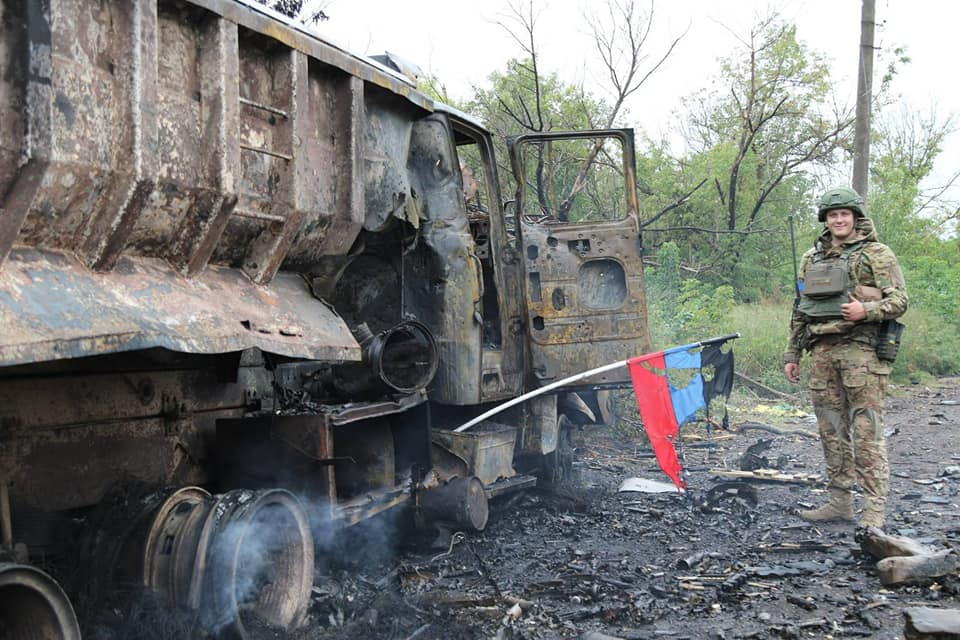
Ukrán katona kilőtt donyecki szeparatista járművel

A három vesztes csata után az orosz csapatok kontrollálatlanul menekülni kezdtek, sokan hadifogságba estek, olykor magas rangú tisztek is, mint Artem Helemendik alezredes. Nagyon nagy mennyiségű hadifelszerelést hagytak hátra, az Oryx blog kizárólag fényképekkel alátámasztott veszteségeket tartalmazó listája szerint az oroszok öt nap alatt 338 darab hadi járművet vesztettek, köztük vadászgépeket, harckocsikat és teherautókat. Kupjanszk eleste után az orosz vezérkar belátta, hogy nem tartható fenn Harkiv megye nagy részének a védelme, ezért szeptember 10-én az orosz védelmi minisztérium bejelentette, hogy az izijumi-balaklijai fronton állomásozó egységeket átcsoportosítják a Donecki területre. Az új orosz védelmi vonal az Oszkol keleti partja mentén állt fel. Miután az oroszok visszavonultak, számos település harc nélkül ukrán kézre került, többek között a terület legnépesebb városa, a békeidőben 45 000 lakosú Izjum, és az északon, az országhatár közelében fekvő 17 000-es Vovcsanszk is.

### Átkelés az Oszkol-folyón
Az ukrán támadás sebessége lelassult, de nem állt meg, sorban hídfőállásokat alakítottak ki az Oszkol balpartján, és átkeltek a Donyecen is. Szeptember 10-én visszafoglalták a Donyec partján fekvő, kolostoráról híres Szvjatohirszket, északon pedig szeptember 26-án bevonultak a Kupjanszk mellett fekvő Kupjanszk-Vuzlovij nevű településre is. Naponta 1-2 falu elfoglalásával október elejéig a megye legészakkeletibb csücskét (Tavilzsanka falut és a környező apró településeket) leszámítva az egész Harkivi terület az ellenőrzésük alá került.

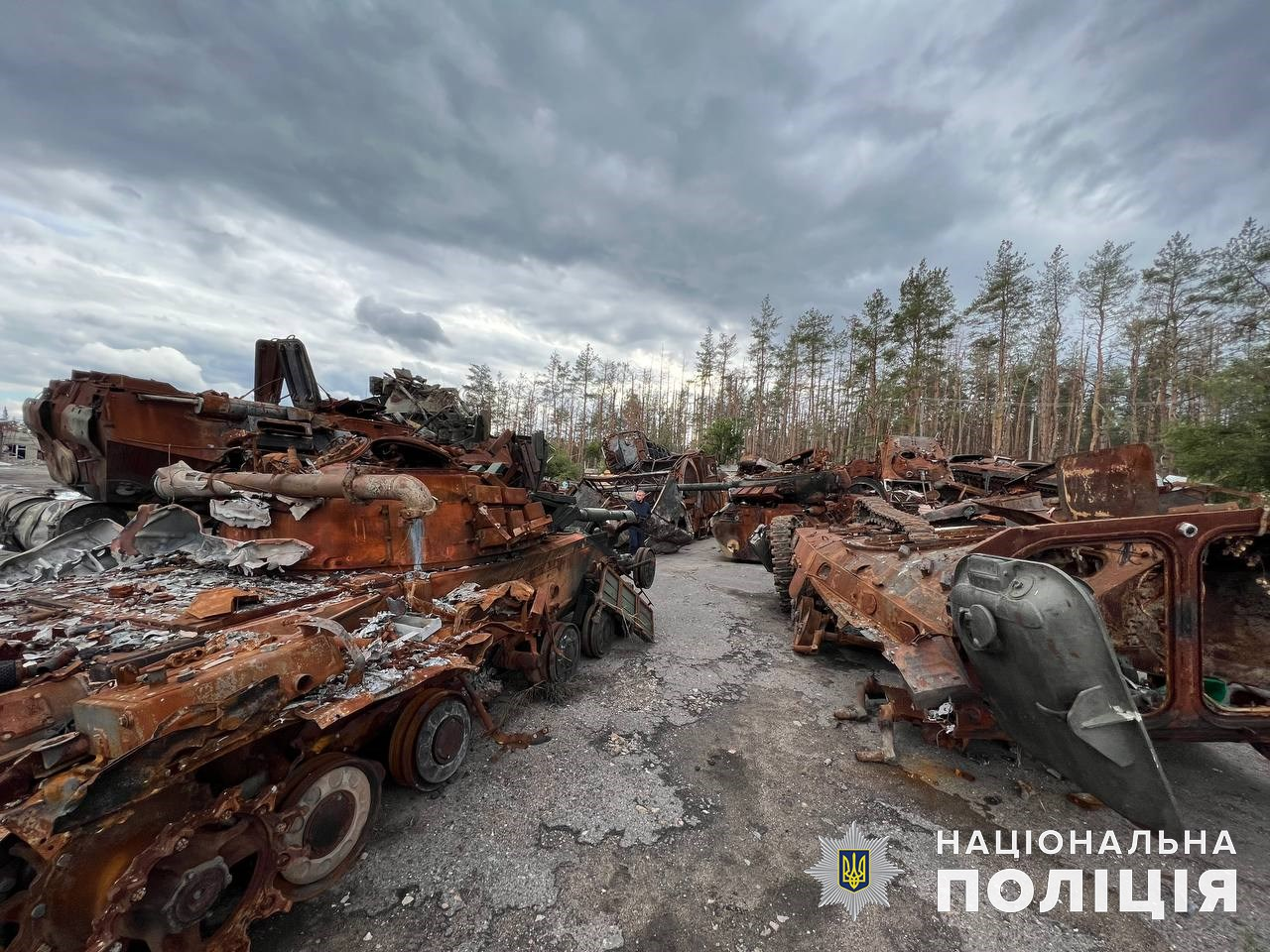
Kilőtt harckocsik roncsai a második limani csata után

### Liman elfoglalása
A Donecki terület legészakabbi részén fekvő Limant a városért zajló első csata során még május 27-én foglalta el Oroszország és jelentőségét az ott található közúti csomópont és a Donyecen való átkelési lehetőség adta. A harkivi területi visszavonulás után Limanban állították fel a következő védelmi vonalat. A szeptember 10-e és október 2-a között lezajlott második limani csata legtöbb összecsapása elsősorban a környező apró falvakban zajlott le. Az ukránok nem bocsátkoztak utcai harcokba a belvárosban, hanem sorra elvágták a településre vezető utánpótlási vonalakat. Miután a várostól délkeletre ukrán kézre került Ozerne és Jampil, északra pedig Dobriseve és Zelena Dolina, az egyetlen kiút a városban harapófogóba került mintegy 5500 orosz katona számára a Zaricsnén keresztül vezető országút volt. A szorult helyzetben az orosz hadvezetés október 1-én elrendelte a visszavonulást, az erős tüzérségi tűz alatt álló úton azonban sokan életüket vesztették. Az ukrán hadsereg október 2-án bevonult Limanba.

## Utóélete és hatásai

### Csata a Kremmina - Szvatove fronton
A Harkivi területtől és Limantól kelet felé haladva Ukrajna elfoglalt egy sor falut a Luhanszki terület legnyugatibb részén is, de Szvatove és Kreminna városa előtt megállt az előrenyomulás. A következő hónapokban a szembenálló felek beásták magukat, erre a jelenleg is zajló véres állóháborúra többnyire a Szvatove-Kreminna vonal csatájaként szoktak hivatkozni.

### Tömegsírok és háborús bűnök nyomainak feltárása

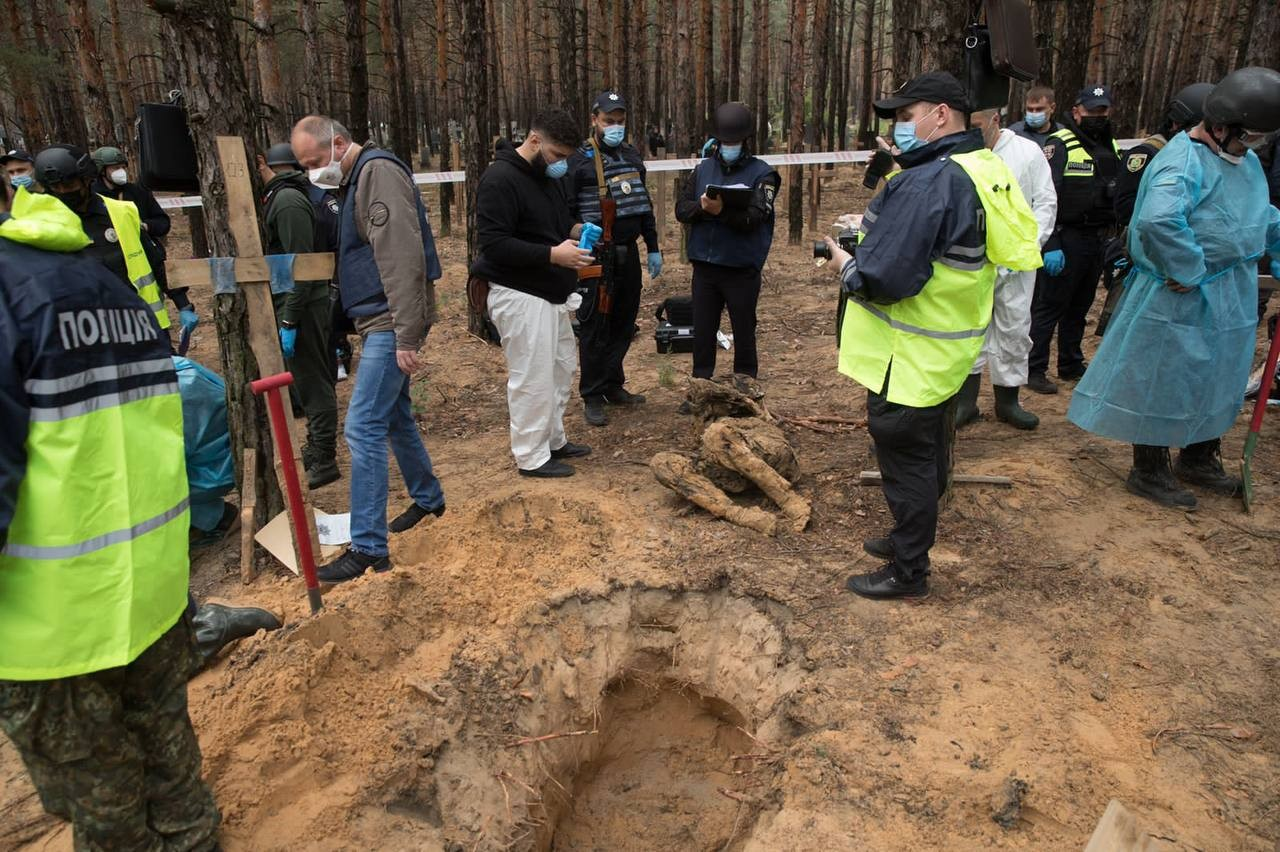
Holttestek exhumálása Izjumban szeptember 16-án

Szeptember 25-én orosz katonák lemészároltak egy civilekből álló, a kupjanszki háborús zónából autóval menekülő csoportot. A fegyveresek 26 embert lőttek le, köztük 13 gyermeket és egy terhes nőt.
Miután visszafoglalták a területet, az ukrán rendőrség számos helyszínen vizsgálta a háborús bűncselekmények nyomait. Kínzókamrákat tártak fel Balaklijában és Kozacsa Lopanban. Izjumban több száz fős tömegsírokat tártak fel a hatóságok, itt részben annak a nagyjából 1000 civilnek a holttestei feküdtek akik még a márciusi orosz ostrom során vesztették életüket, azonban számos olyan áldozatot is találtak, akik kötéllel a nyakuk körül, megkötözött kézzel, illetve kínzások nyomait magukon viselve feküdtek a sírban. Dimitrij Peszkov, az orosz elnök szóvivője hazugságnak nevezte a vádakat, úgy nyilatkozott, hogy az ukránok hamisítványokkal ugyanolyan provokációt akarnak elérni mint a bucsai mészárlás esetében. Később a harkivi területi katonai-polgári megszálló orosz hatóság izjumi körzetének vezetője, Vladiszlav Szokolov azt nyilatkozta, hogy az áldozatok az ukránok ágyúzásának következtében haltak meg. Az ukránok Limanban egy körülbelül 200 halottat tartalmazó hasonló tömegsírt tártak fel.
Az ENSZ vizsgálata megállapította, hogy mindkét fél követett el háborús bűncselekményeket a térségben. A jelentés megerősítette, hogy az orosz megszállás időszaka alatt az orosz hadsereg civileket végzett ki Izjum térségében. Az ukrán hadsereg az orosz ellenőrzés alatt álló Izjumot 2022. márciusa és szeptembere között nemzetközi egyezményekben tiltott kazettás lőszerekkel lőtte és rakéták segítségével kilőtt taposóaknákkal szórta tele, tekintet nélkül a továbbra is ott élő civil lakosságra. Több konkrét ukrán támadást is dokumentáltak: 2022. május 09-én légicsapás ért egy lakónegyedet, 3 embert megölve, 6-ot megsebesítve. Július 14-én támadás érte a város központi piacát, megsebesítve 2 idős asszonyt. Július 16-án lövedékdarabok csapódtak be annak az óvodának az épületébe, ahol 250 ember keresett menedéket és 2 idős személy meghalt. Tanúvallomások és helyszíni vizsgálatok alátámasztják, hogy az ukrán erők rendszeresen lőtték a területet Uragan rakéták által szállított PFM taposóaknákkal, amelyek számos civilnek okoztak sebesüléseket.

### Reakciók Oroszországban

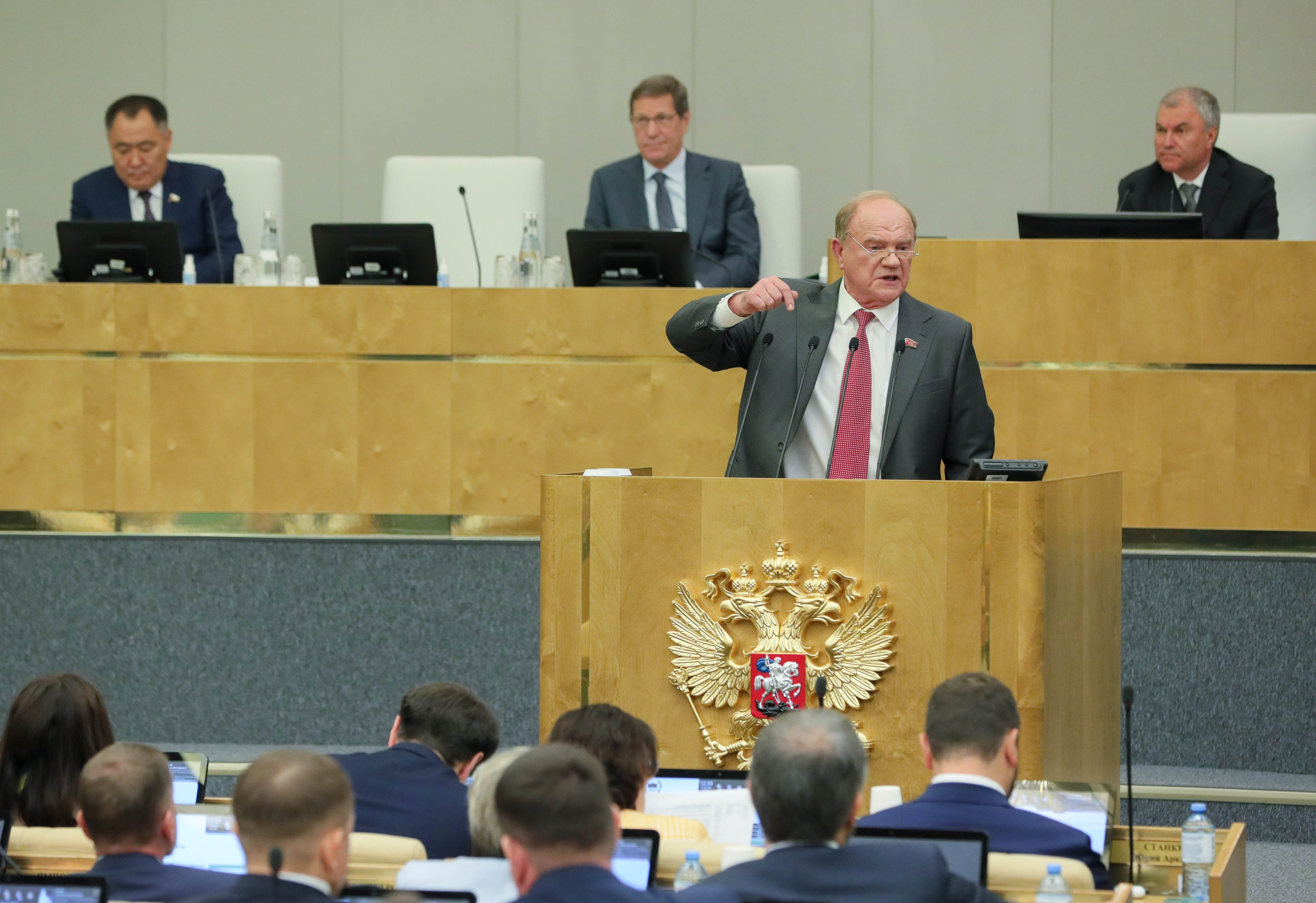
Az Oroszországi Föderáció Kommunista Pártjának első titkára, Gennagyij Andrejevics Zjuganov szólal föl az Állami Dumában a harkivi ellentámadás kezdete után, szeptember 13-án, a mozgósítást sürgetve

Az oroszországi kormány- és kormányközeli médiában nagyon kevés információ jelent meg a harkivi visszavonulásról. A háborút támogató radikális csoportok és személyek élesen kritizálták az orosz hadvezetést. Igor Girkin, a nacionalista közösség fontos alakja (a holland vizsgálat szerint az ő vezénylete alatt lőtték le donyecki szakadárok a maláj utasszállító gépet 2014-ben) Szergej Sojgu védelmi miniszter kivégzését követelte és az ukrán erőművek lebombázását, Ramzan Kadirov, Csecsenföld elnöke pedig Lapint vádolta limani kudarcért, azt állítva, hogy a vezérezredes nem biztosította a katonák megfelelő ellátását. Jevgenyij Prigozsin, a Wagner-csoport alapítója pedig az orosz vezérkarra utalva kijelentette, hogy „Küldjétek az összes rohadékot mezítláb, géppisztollyal a frontra.”
Valószínűleg a harkivi események is közrejátszottak abban, hogy Oroszország elrendelte a részleges mozgósítást szeptember 21-én.
Oroszország a harkivi ellentámadás jelentette fenyegetés miatt felgyorsította az Ukrajnában megszállt területek elcsatolásáról szóló népszavazások előkészítését. Az ellentmondásos, és kizárólag Észak-Korea által elismert referendumok szeptember 23-27-e között zajlottak le a Lugansznki, a Donyecki, Zaporizzsjai és Herszoni területek orosz ellenőrzés alatt álló részein, azonban habár eredetileg a Harkivi területen is terveztek egy hasonló voksolást (egy ,,Harkovi Népköztársaság" kikiáltásának céljával), az az ukrán offenzíva miatt itt végül elmaradt. Komoly presztízsveszteség volt, hogy alig 1 nappal azután, hogy Limant az önjelölt Donyecki Népköztársaság részeként az Oroszországi Föderációhoz csatolták, már vissza is foglalták az ukránok.

### Reakciók Ukrajnában és a nyugati országokban

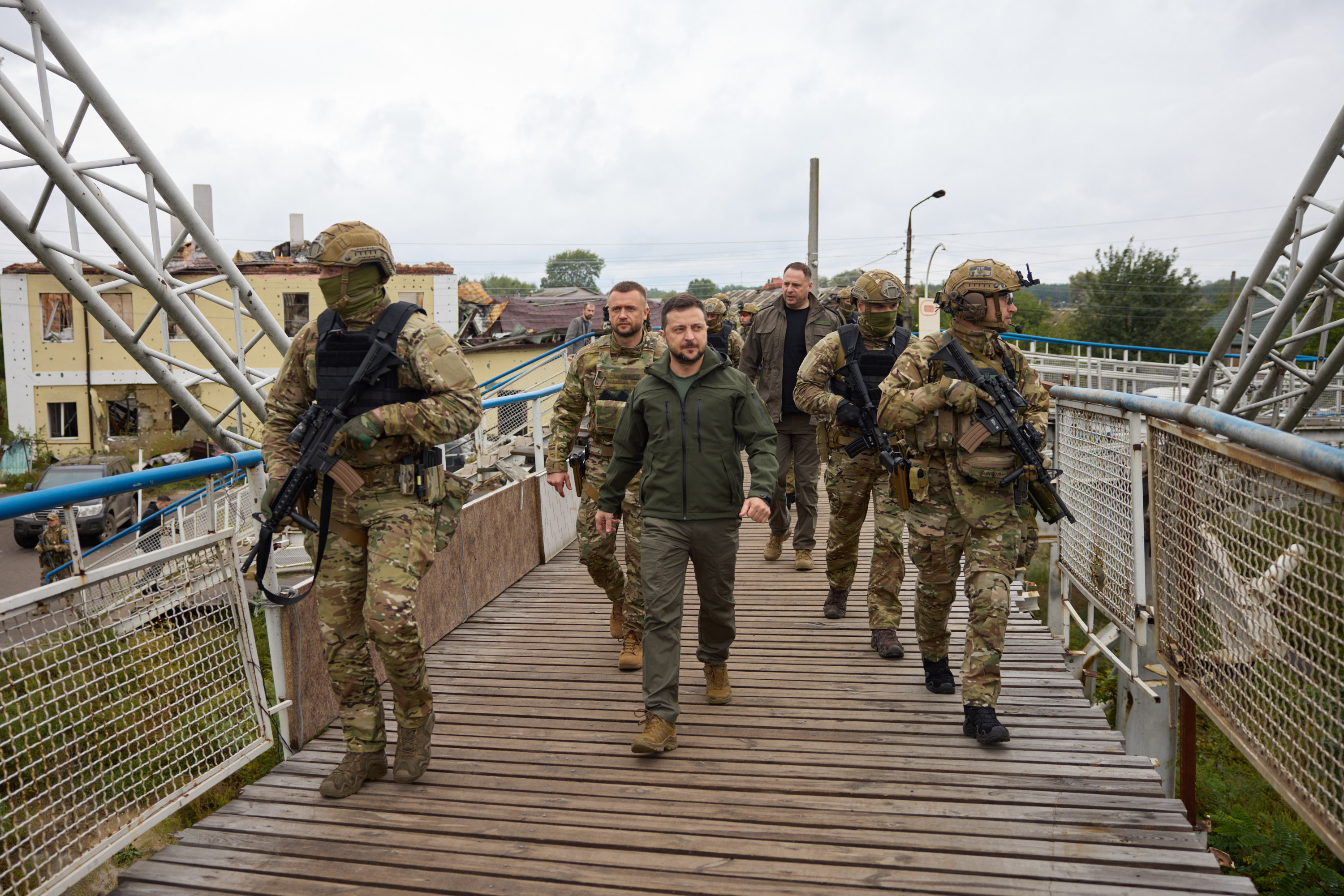
Volodimir Zelenszkij látogatása Izjumban szeptember 14-én

Zelenszkij ukrán elnök meglátogatta a felszabadított Izjum városát és kitüntette a hadműveletben részt vevő egységek tagjait: a 14. és 92. gépesített dandár, a 25. és 80. ejtőernyős dandár, a 107. rakétatüzérségi dandár, a 26., 40., 43. és 44. tüzérségi dandár, a 15. tüzérségi felderítő dandár és az ukrán katonai hírszerzés katonáit.
Az amerikai székhelyű Institute for the Study of War elemzése szerint a sikeres harkivi ellentámadás bebizonyította, hogy a nyugati fegyverek és a tehetséges ukrán stratégiai tervezés kombinációja lehetővé teszi területek visszafoglalását Oroszországtól. Az intézet szerint Izjum bevételével elhárult az északnyugat donyecki városokat fenyegető bekerítés veszélye. A hadműveletet az ukrán morált komolyan emelő tényezőként értékelte.

## Magyar katonák részvétele
A hadműveletben számos kárpátaljai magyar katona is részt vett, elsősorban a 68. kárpátaljai külön zászlóalj részeként. Az egység több települést is visszafoglalt a Harkivi területen, közleményükben kiemelték, hogy az orosz határ közelében fekvő Ambarne falut magyar nemzetiségű katonák szabadították fel. A magyarok az ukrán és az 1956-os forradalom lyukas magyar zászlajával fotózkodtak az elfoglalt településen.

## Fordítás
Ez a szócikk részben vagy egészben  a(z)   2022 Kharkiv counteroffensive című angol Wikipédia-szócikk ezen változatának fordításán alapul.  Az eredeti cikk szerkesztőit annak laptörténete sorolja fel. Ez a jelzés csupán a megfogalmazás eredetét és a szerzői jogokat jelzi, nem szolgál a cikkben szereplő információk forrásmegjelöléseként.